# Keeley Hazell

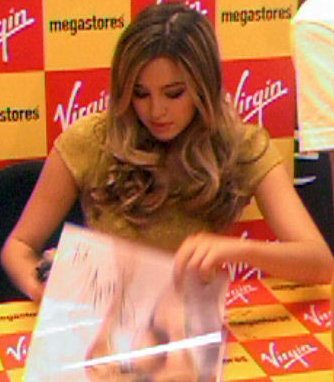
Keeley Hazell signeert foto's in 2007

Keeley Rebecca Hazell (Londen, 18 september 1986) is een Brits fotomodel dat bekend is geworden als page-three girl.
Ze werd geboren in de Londense wijk Lewisham. Haar ouders scheidden toen Hazell dertien was. Ze heeft twee zussen, de een ouder (Roxanne) en de ander jonger (Georgia) dan zij. Hazell woont tegenwoordig in de Docklands.

## Carrière
Na haar middelbareschoolopleiding ging ze werken als kapster. Haar collega’s overtuigden haar ervan dat ze haar geluk moest beproeven als model. Op haar zeventiende won ze een modellenwedstrijd van de Daily Star. In december 2004 won ze eveneens de Page 3 Idol-wedstrijd van The Sun. Ze kreeg onder andere een jaarcontract als glamourmodel van The Sun. Daarna is ze bij andere bladen onder contract geweest, waaronder Zoo en Nuts. Ze heeft vanaf 2006 ieder jaar haar eigen kalender uitgebracht. Haar manager is Jon Fowler.
Ze speelde een kleine rol in de in 2006 opgenomen film Cashback, geregisseerd door Sean Ellis. Ze is eveneens benaderd voor een rol in de nieuwe Baywatch-film die nog uitgebracht moet worden.